# Ochtendgymnastiek
Ochtendgymnastiek was een Nederlands radioprogramma dat van 1 december 1945 tot 13 september 1983 elke werkdag aan het begin van de ochtend op een van de Hilversumse zenders na het nieuws werd uitgezonden. De bedoeling van het programma was om de luisteraars na het opstaan en ontbijt, voordat ze aan of naar hun werk of school gingen, te laten bewegen door het doen van gymnastiekoefeningen. Het begon bij Radio Herrijzend Nederland en werd daarna uitgezonden bij de AVRO, de NRU en tot slot bij de NOS.
Het programma werd bijna 30 jaar door de gymnastiekleraar Ab Goubitz gepresenteerd, begeleid op de piano door Arie Snoek. Het werd aangekondigd met: "Dan volgt nu de Ochtendgymnastiek, onder leiding van Ab Goubitz, met aan de vleugel Arie Snoek". Goubitz begon steevast met de woorden: Goedemorgen luisteraars, staat u allen klaar? en daarna steeds herhalend op de maat van de muziek: En strek, en voor, en achter, en buig.
In januari 1975 ging Ab Goubitz met pensioen en werd opgevolgd door Tannie van Rossen, begeleid op de piano door Rudy van Houten. Er was in de zendtijd van de VARA ook een versie voor huisvrouwen, gepresenteerd door Lien Dreese. De muzikale ondersteuning kwam ook hier van Arie Snoek en Rudy van Houten. De uitzendtijd was na negenen, als de vrouwen hun man en kinderen de deur hadden uitgeholpen.
Het programma bleef bestaan tot 13 september 1983. Daarna werd het opgevolgd door NOS Sportief, met onder anderen Olga Commandeur, dat tot maart 2001 bleef bestaan.